# Centema polygonoides
Centema polygonoides är en amarantväxtart som beskrevs av Lopr. Centema polygonoides ingår i släktet Centema och familjen amarantväxter. Inga underarter finns listade i Catalogue of Life.